# Katalin Juhász-Nagy
Katalin Juhász-Nagy (Hódmezővásárhely, 24 novembre 1932) è un'ex schermitrice ungherese, vincitrice di una medaglia d'oro ed una d'argento nella scherma ai giochi olimpici.